# Sportclub Preußen 06 Münster 1978-1979
Questa voce raccoglie le informazioni riguardanti lo Sportclub Preußen 06 Münster nelle competizioni ufficiali della stagione 1978-1979.

## Stagione
Nella stagione 1978-1979 il Preussen Munster, allenato da Werner Biskup, concluse il campionato di 2. Bundesliga al 3º posto. In Coppa di Germania il Preussen Munster fu eliminato al secondo turno dal Darmstadt.

## Rosa
| N. |                     | Ruolo | Calciatore          |
| -- | ------------------- | ----- | ------------------- |
|    | Germania (bandiera) | P     | Hans-Jakob Klingen  |
|    | Germania (bandiera) | P     | Dietmar Linders     |
|    | Germania (bandiera) | P     | Ralf Zumdick        |
|    | Germania (bandiera) | D     | Horst Angel         |
|    | Germania (bandiera) | D     | Rolf Grünther       |
|    | Germania (bandiera) | D     | Karl Heinz Krekeler |
|    | Germania (bandiera) | D     | Friedhelm Schütte   |
|    | Germania (bandiera) | C     | Peter Fraßmann      |
|    | Germania (bandiera) | C     | Hans-Jürgen Gede    |

| N. |                     | Ruolo | Calciatore           |
| -- | ------------------- | ----- | -------------------- |
|    | Germania (bandiera) | C     | Ulrich Hintzen       |
|    | Germania (bandiera) | C     | Edmund Kaczor        |
|    | Germania (bandiera) | C     | Roland Mall          |
|    | Germania (bandiera) | C     | Hans-Jürgen Salewski |
|    | Germania (bandiera) | A     | Werner Fuchs         |
|    | Germania (bandiera) | A     | Peter Füllborn       |
|    | Germania (bandiera) | A     | Elmar Jürgens        |
|    | Germania (bandiera) | A     | Wilhelm Mense        |
|    | Serbia (bandiera)   | A     | Ranko Petković       |

## Organigramma societario
Area tecnica
- Allenatore: Werner Biskup
- Allenatore in seconda:
- Preparatore dei portieri:
- Preparatori atletici:

## Calciomercato

### Sessione estiva
| Acquisti | Acquisti       | Acquisti             | Acquisti |
| R.       | Nome           | da                   | Modalità |
| -------- | -------------- | -------------------- | -------- |
| C        | Ulrich Hintzen | Duisburg             |          |
| A        | Elmar Jürgens  | Rot-Weiß Lüdenscheid |          |
| A        | Wilhelm Mense  | Werder Brema         |          |

| Cessioni | Cessioni       | Cessioni          | Cessioni |
| R.       | Nome           | a                 | Modalità |
| -------- | -------------- | ----------------- | -------- |
| C        | Heino Hansen   | Slagelse          |          |
| C        | Benno Möhlmann | Werder Brema      |          |
| A        | Klaus Wolf     | San Diego Sockers |          |

### Sessione invernale
| Acquisti | Acquisti | Acquisti | Acquisti |
| R.       | Nome     | da       | Modalità |
| -------- | -------- | -------- | -------- |

| Cessioni | Cessioni | Cessioni | Cessioni |
| R.       | Nome     | a        | Modalità |
| -------- | -------- | -------- | -------- |

## Risultati

### 2. Bundesliga

#### Girone di andata
| Arbitro: | Wichmann |

|                          |           |  |
| Schütte 50’ Petković 76’ | Marcatori |  |

| Arbitro: | Burgers |

|                      |           |             |
| Lücke 44’ Mauthe 52’ | Marcatori | 35’ Jürgens |

| Arbitro: | Brückner |

|                          |           |  |
| Petković 70’ Jürgens 89’ | Marcatori |  |

| Arbitro: | Assenmacher |

|                            |           |  |
| Mill 31’ Bartel 39’ (rig.) | Marcatori |  |

| Arbitro: | Kindervater |

|              |           |  |
| Grünther 79’ | Marcatori |  |

| Arbitro: | Lins |

|                     |           |          |
| Schatzschneider 86’ | Marcatori | 11’ Mall |

| Arbitro: | Heitmann |

|  |           |                   |
|  | Marcatori | 42’, 73’ Petković |

| Arbitro: | Zittrich |

|                                            |           |  |
| Petković 44’ Jürgens 69’, 70’ Grünther 87’ | Marcatori |  |

| Arbitro: | Eschweiler |

|                          |           |           |
| Hoffmann 34’ Lüttges 43’ | Marcatori | 83’ Angel |

| Arbitro: | Winkler |

|                                         |           |  |
| Fuchs 40’ Petković 44’ Jürgens 59’, 77’ | Marcatori |  |

| Bochum 13 ottobre 1978 11ª giornata | Wattenscheid 09 | 0 – 0 referto | Preußen Münster | Lohrheidestadion (3 500 spett.)\| Arbitro: \| Pauly \| |
| Arbitro:                            | Pauly           |               |                 |                                                        |

| Arbitro: | Gabor |

|              |           |         |
| Petković 24’ | Marcatori | 11’ Fos |

| Arbitro: | Ahlenfelder |

|  |           |                      |
|  | Marcatori | 11’ Mall 86’ Jürgens |

| Münster 4 novembre 1978 14ª giornata | Preußen Münster | 0 – 0 referto | Bayer Leverkusen | Preußenstadion (25 000 spett.)\| Arbitro: \| Redelfs \| |
| Arbitro:                             | Redelfs         |               |                  |                                                         |

| Arbitro: | Rieb |

|           |           |                               |
| Mrosko 6’ | Marcatori | 27’, 57’ Jürgens 38’ Grünther |

| Arbitro: | Kasperowski |

|                       |           |  |
| Jürgens 74’ Mense 82’ | Marcatori |  |

| Arbitro: | Hennig |

|  |           |                  |
|  | Marcatori | 31’, 49’ Jürgens |

| Arbitro: | Kohnen |

|                                    |           |  |
| Jürgens 26’, 57’ Petković 31’, 51’ | Marcatori |  |

| Arbitro: | Filipiak |

|            |           |  |
| Höfert 35’ | Marcatori |  |

#### Girone di ritorno
| Arbitro: | Heymann |

|               |           |         |
| Czizewski 65’ | Marcatori | 7’ Mall |

| Arbitro: | Kornrumpf |

|             |           |  |
| Jürgens 49’ | Marcatori |  |

| Arbitro: | Roth |

|  |           |            |
|  | Marcatori | 24’ Kaczor |

| Arbitro: | Brückner |

|            |           |             |
| Kaczor 43’ | Marcatori | 16’ Klinger |

| Arbitro: | Eschweiler |

|                                  |           |          |
| Joachimsmeier 57’ Offermanns 72’ | Marcatori | 54’ Gede |

| Arbitro: | Ohmsen |

|                          |           |          |
| Fraßmann 50’ Jürgens 87’ | Marcatori | 58’ Pyka |

| Arbitro: | Gathmann |

|                        |           |                           |
| Fraßmann 10’ Fuchs 71’ | Marcatori | 34’ Schmitz 52’ Schilling |

| Arbitro: | Hennig |

|              |           |  |
| Bertrams 82’ | Marcatori |  |

| Arbitro: | Lins |

|                     |           |  |
| Fuchs 16’ Angel 25’ | Marcatori |  |

| Arbitro: | Wahmann |

|           |           |          |
| Leder 38’ | Marcatori | 63’ Gede |

| Arbitro: | Eggers |

|                  |           |  |
| Jürgens 15’, 79’ | Marcatori |  |

| Arbitro: | Malbranc |

|                  |           |             |
| Fuchs 35’ (aut.) | Marcatori | 83’ Jürgens |

| Arbitro: | Heitmann |

|                 |           |             |
| Kaczor 64’, 78’ | Marcatori | 61’ Mödrath |

| Arbitro: | Burgers |

|                                        |           |                         |
| Gelsdorf 20’ Brücken 58’ Bruckmann 72’ | Marcatori | 26’ Kaczor 55’ Grünther |

| Arbitro: | Kindervater |

|                          |           |  |
| Grünther 17’ Jürgens 51’ | Marcatori |  |

| Arbitro: | Mölm |

|          |           |  |
| Witt 33’ | Marcatori |  |

| Arbitro: | Ahlenfelder |

|            |           |  |
| Kaczor 14’ | Marcatori |  |

| Arbitro: | Prinz |

|  |           |             |
|  | Marcatori | 30’ Jürgens |

| Arbitro: | Roth |

|                                        |           |  |
| Gede 22’ Petković 36’, 46’ Schütte 63’ | Marcatori |  |

### Coppa di Germania
| Arbitro: | Burgers |

|                                              |           |  |
| Jürgens 18’ Gede 33’, 38’, 50’, 68’ Mall 54’ | Marcatori |  |

| Arbitro: | Dölfel |

|                                |           |                         |
| Bechtold 1’ (rig.) Drexler 63’ | Marcatori | 50’ (aut.) Westenberger |

## Statistiche

### Statistiche di squadra
| Competizione      | Punti | In casa | In casa | In casa | In casa | In casa | In casa | In trasferta | In trasferta | In trasferta | In trasferta | In trasferta | In trasferta | Totale | Totale | Totale | Totale | Totale | Totale | DR  |
| Competizione      | Punti | G       | V       | N       | P       | Gf      | Gs      | G            | V            | N            | P            | Gf           | Gs           | G      | V      | N      | P      | Gf     | Gs     | DR  |
| ----------------- | ----- | ------- | ------- | ------- | ------- | ------- | ------- | ------------ | ------------ | ------------ | ------------ | ------------ | ------------ | ------ | ------ | ------ | ------ | ------ | ------ | --- |
| 2. Bundesliga     | 51    | 19      | 15      | 4       | 0       | 39      | 6       | 19           | 6            | 5            | 8            | 20           | 19           | 38     | 21     | 9      | 8      | 59     | 25     | +34 |
| Coppa di Germania | -     | 1       | 1       | 0       | 0       | 6       | 0       | 1            | 0            | 0            | 1            | 1            | 2            | 2      | 1      | 0      | 1      | 7      | 2      | +5  |
| Totale            | 51    | 20      | 16      | 4       | 0       | 45      | 6       | 20           | 6            | 5            | 9            | 21           | 21           | 40     | 22     | 9      | 9      | 66     | 27     | +39 |

### Andamento in campionato
| Giornata  | 1 | 2 | 3 | 4 | 5 | 6 | 7 | 8 | 9 | 10 | 11 | 12 | 13 | 14 | 15 | 16 | 17 | 18 | 19 | 20 | 21 | 22 | 23 | 24 | 25 | 26 | 27 | 28 | 29 | 30 | 31 | 32 | 33 | 34 | 35 | 36 | 37 | 38 |
| --------- | - | - | - | - | - | - | - | - | - | -- | -- | -- | -- | -- | -- | -- | -- | -- | -- | -- | -- | -- | -- | -- | -- | -- | -- | -- | -- | -- | -- | -- | -- | -- | -- | -- | -- | -- |
| Luogo     | C | T | C | T | C | T | T | C | T | C  | T  | C  | T  | C  | T  | C  | T  | C  | T  | T  | C  | T  | C  | T  | C  | C  | T  | C  | T  | C  | T  | C  | T  | C  | T  | C  | T  | C  |
| Risultato | V | P | V | P | V | N | V | V | P | V  | N  | N  | V  | N  | V  | V  | V  | V  | P  | N  | V  | V  | N  | P  | V  | N  | P  | V  | N  | V  | N  | V  | P  | V  | P  | V  | V  | V  |
| Posizione | 6 | 7 | 4 | 8 | 7 | 6 | 3 | 3 | 4 | 3  | 3  | 3  | 3  | 3  | 3  | 3  | 3  | 3  | 3  | 3  | 3  | 2  | 2  | 2  | 2  | 3  | 3  | 3  | 3  | 3  | 3  | 3  | 3  | 3  | 3  | 3  | 3  | 3  |

Legenda:

Luogo: C = Casa; T = Trasferta. Risultato: V = Vittoria; N = Pareggio; P = Sconfitta.

### Statistiche dei giocatori
| Giocatore   | 2. Bundesliga | 2. Bundesliga | 2. Bundesliga | 2. Bundesliga | Coppa di Germania | Coppa di Germania | Coppa di Germania | Coppa di Germania | Totale   | Totale | Totale      | Totale     |
| Giocatore   | Presenze      | Reti          | Ammonizioni   | Espulsioni    | Presenze          | Reti              | Ammonizioni       | Espulsioni        | Presenze | Reti   | Ammonizioni | Espulsioni |
| ----------- | ------------- | ------------- | ------------- | ------------- | ----------------- | ----------------- | ----------------- | ----------------- | -------- | ------ | ----------- | ---------- |
| H. Angel    | 37            | 2             | 2             | 0             | 2                 | 0                 | 0                 | 0                 | 39       | 2      | 2           | 0          |
| P. Fraßmann | 24            | 2             | 0             | 0             | 1                 | 0                 | 0                 | 0                 | 25       | 2      | 0           | 0          |
| W. Fuchs    | 36            | 3             | 1             | 1             | 2                 | 0                 | 1                 | 0                 | 38       | 3      | 2           | 1          |
| P. Füllborn | 1             | 0             | 0             | 0             | 0                 | 0                 | 0                 | 0                 | 1        | 0      | 0           | 0          |
| H. Gede     | 36            | 3             | 4             | 1             | 2                 | 4                 | 0                 | 0                 | 38       | 7      | 4           | 1          |
| R. Grünther | 37            | 5             | 5             | 0             | 2                 | 0                 | 0                 | 0                 | 39       | 5      | 5           | 0          |
| U. Hintzen  | 11            | 0             | 0             | 0             | 1                 | 0                 | 0                 | 0                 | 12       | 0      | 0           | 0          |
| E. Jürgens  | 35            | 21            | 2             | 0             | 2                 | 1                 | 1                 | 0                 | 37       | 22     | 3           | 0          |
| E. Kaczor   | 17            | 6             | 0             | 0             | 0                 | 0                 | 0                 | 0                 | 17       | 6      | 0           | 0          |
| H. Klingen  | 0             | 0             | 0             | 0             | 0                 | 0                 | 0                 | 0                 | 0        | 0      | 0           | 0          |
| K. Krekeler | 36            | 0             | 3             | 1             | 2                 | 0                 | 0                 | 0                 | 38       | 0      | 3           | 1          |
| D. Linders  | 38            | 0             | 0             | 0             | 2                 | 0                 | 0                 | 0                 | 40       | 0      | 0           | 0          |
| R. Mall     | 37            | 3             | 4             | 0             | 2                 | 1                 | 0                 | 0                 | 39       | 4      | 4           | 0          |
| W. Mense    | 15            | 1             | 1             | 0             | 0                 | 0                 | 0                 | 0                 | 15       | 1      | 1           | 0          |
| R. Petković | 31            | 11            | 2             | 0             | 2                 | 0                 | 0                 | 0                 | 33       | 11     | 2           | 0          |
| H. Salewski | 34            | 0             | 0             | 0             | 2                 | 0                 | 0                 | 0                 | 36       | 0      | 0           | 0          |
| F. Schütte  | 38            | 2             | 4             | 0             | 2                 | 0                 | 0                 | 0                 | 40       | 2      | 4           | 0          |
| R. Zumdick  | 0             | 0             | 0             | 0             | 0                 | 0                 | 0                 | 0                 | 0        | 0      | 0           | 0          |